# Pskov
Pskov (rusky Псков, starší název Пльсковъ / Pľskov; estonsky Pihkva; lotyšsky Pleskava; německy zastarale Pleskau) je město v západním Rusku, středisko Pskovské oblasti, na řece Veliké nedaleko jejího ústí do Pskovského jezera. Žije zde 189 315 obyvatel (2023).

## Historie
Pskov je jedním z nejstarších ruských měst a je zmiňován již v Nestorově letopisu Pověst dávných let k roku 903. Ve 14. století fungovalo město jako hlavní město de facto suverénní republiky. Jeho nejmocnější silou byli obchodníci, kteří obchodovali s hanzovní ligou v severozápadní a střední Evropě. Nezávislost Pskova byla formálně uznána Novgorodem v roce 1348. Díky své důležitosti jako křižovatka obchodních cest bylo město v průběhu své historie předmětem mnoha vojenských obléhání.
V roce 1510 bylo připojeno k moskevskému velkoknížectví, v roce 1581 město obléhala polská armáda. Pevnost Pskov v roce 1615 odolala obléhání Švédů, úspěšná obrana města vedla k mírovým jednáním, které vyvrcholily Stolbovským mírem roku 1617.
V roce 1904 byla ve městě postavena první elektrárna a v roce 1912 zde byla zahájena tramvajová doprava. V létě roku 1914 vypukla první světová válka. V roce 1915 byla přední linie fronty vzdálena jen 250– 300 km od Pskova. Ve městě bylo vyhlášeno stanné právo a usídlily se zde frontové záložní formace, nemocnice a rezervní vojenské služby. Město přijalo desítky tisíc zraněných, válečných zajatců a uprchlíků. Na konci roku 1917 se projevil velmi akutní problém se zásobováním; ve městě byl katastrofický nedostatek potravin.
Na železniční vlečce v Pskově v císařském vlaku podepsal car Mikuláš II. v březnu 1917 manifest s oznámením své abdikace a po rusko-německé brestlitevské mírové konferenci (22. prosince 1917 – 3. března 1918) vtrhla do oblasti německá císařská armáda. Pskov (estonsky Pihkva) byl také obsazen estonskou armádou mezi 25. květnem 1919 a 25. srpnem 1919 během estonské války za nezávislost, když se bělogvardějský velitel Stanisław Bułak-Bałachowicz stal vojenským velitelem Pskova. Jednotkám Rudé armády se podařilo porazit Bałachowiczovy jednotky a zřídit zde 25. srpna 1919 sovětskou moc.
Během druhé světové války poskytovala středověká citadela malou ochranu proti modernímu dělostřelectvu Wehrmachtu a Pskov utrpěl značné škody. V průběhu německé okupace od 9. července 1941 do 23. července 1944 došlo k vylidnění města a také část obyvatelstva zemřela. Pro všechny osoby od 18 do 45 let zde byla zavedena pracovní povinnost, která byla později rozšířena na osoby od 15 let a prodloužena na 65 let u mužů a 45 let u žen. Pracovní den trval 14 až 16 hodin. Na městském předměstí Kresty byl vybudován koncentrační a zajatecký tábor. Asi 11 000 lidí bylo jako nuceně nasazení deportováni do Německa.
Město bylo osvobozeno 23. července 1944 útvary 42. armády 3. pobaltského frontu. Během okupace byly zničeny všechny průmyslové podniky a většina civilních budov. Do roku 1950 byla dokončena hlavní etapa restaurátorských prací. Byly vybudovány nové podniky, obytné budovy a školy. Od konce 50. let se Pskov začal rozvíjet jako velké průmyslové centrum. Za sovětské vlády byly přestavěny velké části města a mnoho starobylých budov, zejména kostelů, bylo zbořeno, aby poskytlo prostor pro novou výstavbu. Přesto se zde dochovalo velké množství církevních památek.
V roce 2019 byla na seznam světového kulturního dědictví UNESCO zapsána skupina 10 chrámů pskovské architektonické školy.
V roce 2019 se v Pskově uskutečnily Hanzovní dny nového času 2019.

## Geografie

### Podnebí
| Pskov – podnebí             | Pskov – podnebí | Pskov – podnebí | Pskov – podnebí | Pskov – podnebí | Pskov – podnebí | Pskov – podnebí | Pskov – podnebí | Pskov – podnebí | Pskov – podnebí | Pskov – podnebí | Pskov – podnebí | Pskov – podnebí | Pskov – podnebí |
| Období                      | leden           | únor            | březen          | duben           | květen          | červen          | červenec        | srpen           | září            | říjen           | listopad        | prosinec        | rok             |
| --------------------------- | --------------- | --------------- | --------------- | --------------- | --------------- | --------------- | --------------- | --------------- | --------------- | --------------- | --------------- | --------------- | --------------- |
| Nejvyšší teplota [°C]       | 11,0            | 11,3            | 18,5            | 27,6            | 32,0            | 33,6            | 35,0            | 34,6            | 30,3            | 22,6            | 14,1            | 12,4            | 35,0            |
| Průměrné denní maximum [°C] | −3,0            | −2,3            | 2,9             | 11,3            | 18,0            | 21,3            | 23,6            | 21,8            | 16,0            | 9,2             | 2,5             | −1,0            | 10,0            |
| Průměrná teplota [°C]       | −5,6            | −5,5            | −1,0            | 6,3             | 12,3            | 16,0            | 18,3            | 16,7            | 11,6            | 6,0             | 0,3             | −3,4            | 6,0             |
| Průměrné denní minimum [°C] | −8,3            | −8,8            | −4,9            | 1,3             | 6,5             | 10,6            | 13,0            | 11,6            | 7,2             | 2,7             | −1,9            | −5,8            | 1,9             |
| Nejnižší teplota [°C]       | −34,9           | −35,3           | −29,0           | −14,7           | −4,5            | 0,4             | 3,1             | 1,4             | −3,6            | −12,5           | −23,0           | −28,2           | −35,3           |
| Průměrné srážky [mm]        | 48,0            | 35,2            | 35,4            | 34,7            | 54,8            | 87,1            | 75,6            | 90,6            | 65,6            | 62,1            | 53,4            | 47,0            | 689,5           |
| Zdroj: Псков погода         |                 |                 |                 |                 |                 |                 |                 |                 |                 |                 |                 |                 |                 |

## Osobnosti
- Alexandr Bastrykin (* 1953) – předseda Vyšetřovacího výboru Ruské federace
- Sergej Fjodorov (* 1969) – ruský hokejový útočník
- Oleg Alexandrovič Lavrenťjev (1926–2011) – sovětský fyzik
- Julija Sergejevna Peresild (* 1984) – ruská herečka
- Lev Šlosberg (* 1963) – ruský opoziční politik a novinář
- Ferdinand Petrovič Wrangel (1797–1870) – ruský polárník a námořník

## Pamětihodnosti
- Pskovský krom
- Katedrála Nejsvětější Trojice
- Chrám sv. Mikuláše Divotvorce

## Doprava
Ve městě je přes řeky Velikaja a Pskov vybudováno 12 mostů (včetně mostů pro chodce a pro železnici).
Pskovem prochází železniční trať z Petrohradu do Lotyšska (někdejší varšavsko – petrohradská dráha, jedna z klíčových tratí Ruského impéria). V Pskově zastavovaly rychlíky Petrohrad – Vilnius a Petrohrad – Riga, zrušené v roce 2015. Tuto trať zde křižuje železnice ve směru Dno – Pskov – Pečory – Estonsko, kudy je veden rychlík Pskov – Moskva. Ve směru do Estonska ani Lotyšska není osobní doprava provozována.
Pskov je též důležitou silniční křižovatkou, větví se zde silnice E95 z Petrohradu na směr Smolensk, Bělorusko (E95), Daugavpils – Vilnius (E262) a Estonsko – Riga (E77). Městskou hromadnou dopravu zajišťuje 34 tras (rok 2018) autobusových linek, tramvajový provoz nebyl po druhé světové válce nikdy obnoven.
V letech 1970–1980 existovala stálá osobní lodní doprava mezi Pskovem a estonským Tartu, provozovaná říčními plavidly typu " Raketa ".
Ve městě je mezinárodní letiště Pskov–Kresty (Псков–Кресты).
V březnu 2022 bylo rozhodnuto, že ve Pskově bude vybudován mezinárodní říční přístav.

## Partnerská města
- Arles, Francie
- Białystok, Polsko
- Černihiv, Ukrajina (do r. 2016)
- Derbent, Rusko (2014)
- Gera, Německo
- Kuopio, Finsko
- Mien-jang, Čína
- Neuss, Německo
- Nijmegen, Nizozemsko
- Norrtälje, Švédsko
- Perth, Spojené království
- Roanoke, Virginie, Spojené státy americké
- Severodvinsk, Rusko (2014)
- Tartu, Estonsko
- Valmiera, Lotyšsko
- Vitebsk, Bělorusko